# Ивашко, Маркиян Владимирович
Маркиян Владимирович Ивашко (род. 18 мая 1979 во Львове) — украинский спортсмен, лучник, Заслуженный мастер спорта Украины (2006).

## Биография
Ивашко начал заниматься стрельбой из лука в 1991 году, первый тренер — Виктор Миненко. В 2001 году окончил Львовский государственный университет физической культуры.
Чемпион мира (Ольборг, Дания, 2005), Европы (Хаен, Испания, 2006; оба — в командных зачётах), серебряный призёр первенств мира (Гавана, 1999; Измир, Турция, 2007), Европы (Хаен, Испания, 2006; все — в личных зачётах). Бронзовый призёр чемпионата Европы в индивидуальном зачёте (Роверето, Италия, 2010). Бронзовый призёр чемпионата Европы (2010, 2012). Неоднократно признавался львовской прессой лучшим спортсменом месяца.
Участник 29-х Олимпийских игр в Пекине, занял четвёртое место в команде, в индивидуальном зачёте — 41-й. На Олимпиаде 2012 года занял пятое место со сборной и девятое — в индивидуальном первенстве. После Олимпийских игр долго не тренировался из-за травмы.
С 2001 года выступает за спортивное общество «Динамо» (Львов). Тренер — Александр Несен.
Ивашко женат, есть дочь. Увлекается баскетболом, по возможности играет, а также занимается коллекционированием монет.